# Tiro nos Jogos Olímpicos de Verão da Juventude de 2010 - Carabina de ar 10 m masculino
A competição da categoria carabina de ar 10 metros masculino do tiro nos Jogos Olímpicos de Verão da Juventude de 2010 foi realizada no dia 22 de agosto na Escola dos Desportos, em Cingapura. 20 atiradores competiram na qualificação às 9:00 e os oito melhores avançaram para a final ao meio-dia, horário de Cingapura.

## Medalhistas
| Ouro   | CHN Ting Jie Gao    |
| Prata  | BLR Illia Charheika |
| Bronze | UKR Serhiy Kulish   |

## Resultados

### Qualificação
| Pos. | Atleta                    | Séries | Séries | Séries | Séries | Séries | Séries | Total | X  | Shoot-off |
| Pos. | Atleta                    | 1      | 2      | 3      | 4      | 5      | 6      | Total | X  | Shoot-off |
| ---- | ------------------------- | ------ | ------ | ------ | ------ | ------ | ------ | ----- | -- | --------- |
| 1    | CHN Ting Jie Gao          | 99     | 97     | 99     | 100    | 100    | 99     | 594   | 48 |           |
| 2    | BLR Illia Charheika       | 99     | 99     | 99     | 100    | 98     | 98     | 593   | 43 |           |
| 3    | UKR Serhiy Kulish         | 98     | 98     | 98     | 99     | 100    | 98     | 591   | 44 |           |
| 4    | ITA Simon Weithaler       | 98     | 99     | 99     | 95     | 100    | 99     | 590   | 41 |           |
| 5    | KOR Yong Kim              | 97     | 99     | 98     | 99     | 98     | 99     | 590   | 39 |           |
| 6    | GER Alexander Thomas      | 96     | 98     | 100    | 99     | 97     | 98     | 588   | 42 |           |
| 7    | MEX Erick Arzate Marchan  | 98     | 99     | 96     | 97     | 100    | 97     | 587   | 39 | 52.1      |
| 8    | IND Navdeep Singh Rathore | 96     | 98     | 100    | 97     | 98     | 98     | 587   | 41 | 46.5      |
| 9    | FIN Jaakko Bjorkbacka     | 98     | 95     | 98     | 100    | 98     | 98     | 587   | 34 | 45.1      |
| 10   | CRO Tiziano Suran         | 99     | 99     | 97     | 96     | 99     | 96     | 586   | 40 |           |
| 11   | AUS John Coombes          | 99     | 98     | 99     | 98     | 94     | 98     | 586   | 35 |           |
| 12   | HUN Istvan Kapas          | 100    | 97     | 95     | 97     | 97     | 99     | 585   | 31 |           |
| 13   | CZE Petr Plechac          | 96     | 98     | 99     | 96     | 97     | 98     | 584   | 37 |           |
| 14   | SUI Jan Lochbihler        | 96     | 97     | 97     | 97     | 99     | 96     | 582   | 40 |           |
| 15   | KAZ Irshat Avkhadiyev     | 99     | 94     | 96     | 97     | 97     | 99     | 582   | 35 |           |
| 16   | GUA Elvin Aroldo Lopez    | 95     | 98     | 97     | 96     | 99     | 97     | 582   | 31 |           |
| 17   | EGY Hossam Salah Eldeen   | 95     | 97     | 98     | 97     | 97     | 95     | 579   | 28 |           |
| 18   | AUT Stefan Rumpler        | 85     | 98     | 99     | 99     | 99     | 96     | 576   | 36 | A 10.0    |
| 19   | RUS Egor Maksimov         | 98     | 99     | 93     | 93     | 95     | 96     | 574   | 26 |           |
| 20   | UAE Salem Alqaydi         | 92     | 92     | 95     | 93     | 93     | 93     | 558   | 16 |           |

### Final
| Pos.              | Atleta                    | Qualif. | Série | Série | Série | Série | Série | Série | Série | Série | Série | Série | Final | Total |
| Pos.              | Atleta                    | Qualif. | 1     | 2     | 3     | 4     | 5     | 6     | 7     | 8     | 9     | 10    | Final | Total |
| ----------------- | ------------------------- | ------- | ----- | ----- | ----- | ----- | ----- | ----- | ----- | ----- | ----- | ----- | ----- | ----- |
| Medalha de ouro   | CHN Ting Jie Gao          | 594     | 8.9   | 10.3  | 10.0  | 10.7  | 10.5  | 9.6   | 10.3  | 10.1  | 10.0  | 10.5  | 100.9 | 694.9 |
| Medalha de prata  | BLR Illia Charheika       | 593     | 9.9   | 10.4  | 10.0  | 10.1  | 10.5  | 10.6  | 9.9   | 9.9   | 10.4  | 9.4   | 101.1 | 694.1 |
| Medalha de bronze | UKR Serhiy Kulish         | 591     | 9.4   | 10.5  | 10.2  | 10.3  | 10.4  | 10.7  | 9.7   | 9.8   | 10.5  | 10.3  | 101.8 | 692.8 |
| 4                 | KOR Yong Kim              | 590     | 9.9   | 10.0  | 10.2  | 10.6  | 10.4  | 10.8  | 10.6  | 9.5   | 10.1  | 10.5  | 102.6 | 692.6 |
| 5                 | GER Alexander Thomas      | 588     | 10.2  | 10.0  | 10.3  | 9.2   | 10.2  | 10.3  | 10.4  | 10.5  | 10.6  | 10.6  | 102.3 | 690.3 |
| 6                 | MEX Erick Arzate Marchan  | 587     | 10.3  | 10.1  | 10.1  | 10.4  | 10.3  | 10.2  | 9.6   | 10.5  | 9.8   | 10.1  | 101.4 | 688.4 |
| 7                 | ITA Simon Weithaler       | 590     | 10.6  | 10.3  | 9.9   | 8.8   | 10.3  | 9.7   | 9.1   | 9.1   | 9.7   | 10.3  | 97.8  | 687.8 |
| 8                 | IND Bavdeep Singh Rathore | 587     | 8.8   | 9.6   | 10.2  | 10.1  | 9.6   | 8.8   | 10.5  | 10.6  | 10.4  | 9.9   | 98.5  | 685.5 |